# Pustertalbahn
A Pustertalbahn (olasz nyelven: Ferrovia della Val Pusteria) egy normál nyomtávolságú, egyvágányú vasútvonal a dél-tiroli Puster-völgyben, Franzensfeste és Innichen között. A vonal Franzensfeste-ben ágazik le a Brenner-vasútvonalról, és Bruneck és Toblach érintésével Innichenbe vezet, ahol egyesül a Drautal-vasúttal.
Történelmileg nem volt különválasztva a Pustertal és a Drautalbahn, mivel a Villach és Franzensfeste közötti teljes vonal koncesszióba adása, megépítése és üzembe helyezése egyben történt. Mivel azonban ma az olasz és az osztrák vontatási áramrendszer szétválasztási pontja San Candido állomáson található, általában ezt tekintik a két vonal végállomásának. Alternatívaként a két vonal végpontjának néha a San Candidótól keletre fekvő országhatárt vagy a San Candidótól nyugatra fekvő Dobbiaco-nyerget tekintik.